# Leza
Pour les articles homonymes, voir Leza (homonymie).
La Leza (Río Leza) est une petite rivière (55 km) de La Rioja, en Espagne, un affluent droit de l'Èbre. Elle prend sa source dans les montagnes du nord de la Sierra de Monterreal et coule vers le nord-est à travers la comarque de Camero Viejo.

## Géographie
Les sources de la rivière Leza se trouvent dans la partie nord du Parque natural de la Sierra de Cebollera, à une altitude d’environ 1 500 mètres, entre les sommets du Cerro Castillo (1 690 m) et du Canto Hincado (1 761 m) au sud, et du Quiñón (1 451 m) au nord. Le rivière s’écoule en direction du nord-est, dans la vallée située entre la Sierra de Camero Viejo et la Sierra de Monterrealla (Sierra del Hayedo de Santiago). Il reçoit l’eau de petits affluents, les premiers de taille significative étant les rivières Vadillos et Rabanera, des affluents de droite près de Jalón de Cameros. Entre Soto en Cameros et Leza de Río Leza, la rivière traverse un profond canyon. Près de Murillo de Río Leza, elle reçoit son plus grand affluent, la rivière Jubera, sur sa rive droite. Elle se jette finalement dans l’Èbre à quelques kilomètres à l’ouest de la ville d’Agoncillo. L’ensemble du bassin versant couvre 565,32 km2, avec une longueur de moins de soixante kilomètres et une largeur moyenne d’environ vingt-cinq kilomètres.